# 奥拉诺
奥拉诺（義大利語：Aurano），是意大利韦尔巴诺-库西亚-奥索拉省的一个市镇。总面积21平方公里，人口108人，人口密度5.1人/平方公里（2009年）。